# Csongrád alsó megállóhely
Csongrád alsó megállóhely egy Csongrád-Csanád vármegyei vasúti megállóhely, Csongrád településen, a MÁV üzemeltetésében.
A megállóhely Magyarországon szokatlan módon egy utca, a Kemény Zsigmond utca tengelyében helyezkedik el. A megállóhelyet egy vágány, illetve az ahhoz a pálya északi oldalán épült peron jelenti. A létesítmény mindkét oldalán a Kemény Zsigmond utca lakóházai sorakoznak. A megállóhelynek saját váróépülete is van, amely az úttest túloldalán egy lakóház telkének sarkán épült. A nyitott oldalú épület falait a helyiek virágokat és pillangókat ábrázoló falfestményekkel dekorálták, illetve a falon egy vélhetően Várszegi Asztriktól származó gondolat is olvasható.

## Vasútvonalak
A megállóhelyet az alábbi vasútvonalak érintik:
- Kiskunfélegyháza–Orosháza-vasútvonal

## Kapcsolódó állomások
A megállóhelyhez az alábbi állomások vannak a legközelebb:
- Kónyaszék megállóhely
- Csongrád vasútállomás

## Forgalom
| Járat        | Útvonal | Gyakoriság |
| ------------ | --- | ---------- |
| személyvonat | Kiskunfélegyháza – Városi park – Csongrádi úti tanyák – Gátér – Kettőshalom – Kónyaszék – Csongrád alsó – Csongrád – Hékéd – Szentes | Napi 4 pár |
| személyvonat | Kiskunfélegyháza – Városi park – Csongrádi úti tanyák – Gátér – Kettőshalom – Kónyaszék – Csongrád alsó – Csongrád – Hékéd – Szentes – Szegvár – Kórógyszentgyörgy – Mindszent – Mártély – Hódmezővásárhelyi Népkert – Hódmezővásárhely | Napi 5 pár |